# 查庫蘭
查库兰（1718年—？），字树坛，博尔济吉特氏，蒙古镶白旗人。乾隆戊午举人，壬戌进士.后任翰林院庶吉士。

## 家族
- 高祖綽克图台吉；
- 曾祖满韬，世袭三等男爵兼佐领；
- 祖那木僧格第，世袭三等男爵兼佐领；
- 父巴什，世袭轻车都尉、副都统；
- 嫡伯官保，盛京兵部侍郎；
- 母那拉氏；
- 妻那拉氏；[2]